# Li-Pao, mandarino
Li-Pao, mandarino è un film del 1921 diretto e interpretato da Charles Krauss.